# Инструкция по транслитерации географических названий Республики Беларусь буквами латинского алфавита

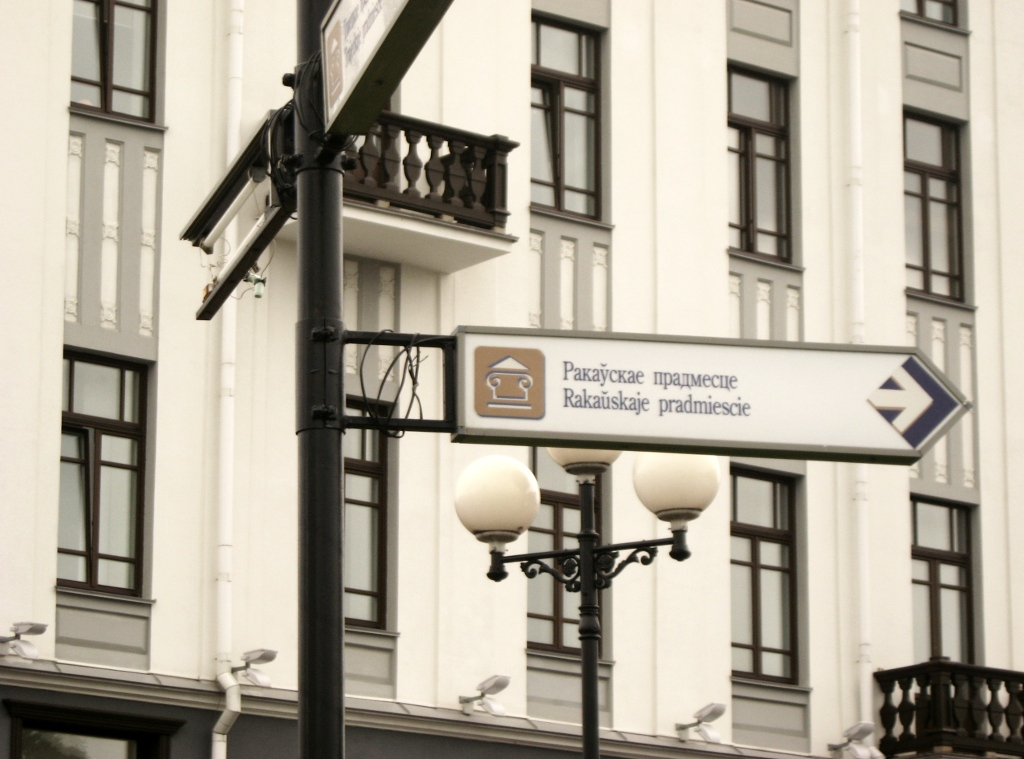
Указатель в Минске сделан в соответствии с инструкцией по транслитерации

Инструкция по транслитерации белорусских географических названий буквами латинского алфавита — официальный стандарт транслитерации белорусских географических названий.

## Статус
Инструкция была принята на основании постановления Белорусского государственного Комитета по земельным ресурсам, геодезии и картографии (2000-11-23). Официальное название документа: рус. «Инструкция по транслитерации географических названий Республики Беларусь буквами латинского алфавита». Этот документ был опубликован в Национальном реестре судебных актов Республики Беларусь (выпуск № 3, 2001-01-11).
Как сообщалось в прессе, настоящая инструкция рекомендуется с октября 2006 для использования в рабочей группе по системам Латинизации в Организации Объединенных Наций — Группа экспертов по географическим названиям (ГЭГНООН).
Система была изменена 11 июня 2007 года с целью приведения в соответствие с рекомендациями ООН WGRS, которые советуют избегать использования диграфов, если это возможно, и принята ООН в версии 3.0 в докладе по латинизации 17 марта 2008 года. В 2007 году модификация привела к стандарту транслитерации максимально приближенной к белорусской латинке.
В 2012 года эта система была рекомендована в качестве международной системы для латинизации географических названий Беларуси.
Инструкция заменяет предыдущие положения и устанавливает правила в белорусских географических названиях, которые являются обязательными на территории Республики Беларусь, при производстве картографических и других  товаров, предназначенных для международного использования.

## Правила романизации
| Кириллица | Латиница                        | Примеры                                                                  |
| --------- | ------------------------------- | ------------------------------------------------------------------------ |
| А а       | A a                             | Аршанскі — Aršanski                                                      |
| Б б       | B b                             | Бешанковічы — Biešankovičy                                               |
| В в       | V v                             | Віцебск — Viciebsk                                                       |
| Г г       | H h                             | Гомель — Homieĺ, Гаўя — Haŭja                                            |
| Д д       | D d                             | Добруш — Dobruš                                                          |
| Е е       | Je je (*)                       | Ельск — Jeĺsk, Бабаедава — Babajedava                                    |
|           | ie (**)                         | Венцавічы — Viencavičy                                                   |
| Ё ё       | Jo jo (*)                       | Ёды — Jody, Вераб’ёвічы — Vierabjovičy                                   |
|           | io (**)                         | Мёры — Miory                                                             |
| Ж ж       | Ž ž                             | Жодзішкі — Žodziški                                                      |
| З з       | Z z                             | Зэльва — Zeĺva                                                           |
| І і       | I i                             | Іванава — Ivanava, Іўе — Iŭje                                            |
| Й й       | J j                             | Лагойск — Lahojsk                                                        |
| К к       | К k                             | Круглае — Kruhlaje                                                       |
| Л л       | L l                             | Лошыца — Lošyca, Любань — Liubań                                         |
| М м       | M m                             | Магілёў — Mahilioŭ                                                       |
| Н н       | N n                             | Нясвіж — Niasviž                                                         |
| О о       | O o                             | Орша — Orša                                                              |
| П п       | P p                             | Паставы — Pastavy                                                        |
| Р р       | R r                             | Рагачоў — Rahačoŭ                                                        |
| С с       | S s                             | Смаргонь — Smarhoń                                                       |
| Т т       | T t                             | Талачын — Talačyn                                                        |
| У у       | U u                             | Узда — Uzda                                                              |
| Ў ў       | Ŭ ŭ                             | Шаркаўшчына — Šarkaŭščyna                                                |
| Ф ф       | F f                             | Фаніпаль — Fanipaĺ                                                       |
| Х х       | Ch ch                           | Хоцімск — Chocimsk                                                       |
| Ц ц       | C c                             | Цёмны Лес — Ciomny Lies                                                  |
| Ч ч       | Č č                             | Чавусы — Čavusy                                                          |
| Ш ш       | Š š                             | Шуміліна — Šumilina                                                      |
| Ы ы       | Y y                             | Чыгірынка — Čyhirynka                                                    |
| Ь ь       | (акут над предыдущей согласной) | Чэрвень — Červień, Друць — Druć (зь → ź, ль → ĺ, нь → ń, сь → ś, ць → ć) |
| Э э       | E e                             | Чачэрск — Čačersk                                                        |
| Ю ю       | Ju ju (*)                       | Юхнаўка — Juchnaŭka, Гаюціна — Hajucina                                  |
|           | iu (**)                         | Цюрлі — Ciurli, Любонічы — Liuboničy                                     |
| Я я       | Ja ja (*)                       | Ямнае — Jamnaje, Баяры — Bajary                                          |
|           | ia (**)                         | Валяр’яны — Valiarjany, Вязынка — Viazynka                               |
| ’         | (не транслитерируется)          |                                                                          |

* В начале слова, после гласных букв, апострофа, мягкого знака и ў.
** После согласных букв.